# Misato, Akita
Misato (japanska: 美郷町?, Misato-chō) är en landskommun (köping) i Akita prefektur i Japan. 